# Mosaico genetico
Per mosaico genetico o mosaicismo si intende la presenza, in un individuo pluricellulare, di due o più linee genetiche diverse, ossia di diversi patrimoni genetici all'interno di uno stesso individuo che vengono espressi contemporaneamente. In pratica, non tutte le cellule di quell'organismo hanno lo stesso corredo cromosomico, oppure lo esprimono in maniera variabile.
Il mosaicismo può riguardare il DNA mitocondriale, nel qual caso prende il nome di eteroplasmia, oppure il DNA nucleare della cellula, generando il mosaicismo propriamente detto, che deriva spesso da un errore avvenuto durante la maturazione dello zigote. 

## Eteroplasmia
Il DNA mitocondriale è più soggetto a mutazioni rispetto a quello nucleare, sia per la mancanza di una membrana che lo separi dall'ambiente circostante (una struttura analoga alla membrana nucleare), sia per la relativa scarsità di enzimi di riparazione del DNA all'interno del mitocondrio, sia per la particolare sensibilità di quest'organello agli stimoli dannosi quali radiazioni, stress ossidativi, ecc. La grande maggioranza di queste mutazioni sono però semplici polimorfismi, che non portano a sviluppare nessuna malattia.
Si definisce eteroplasmia la coesistenza di diversi genomi mitocondriali (un genoma "selvatico" o "wild-type", cioè senza mutazioni, e uno o più genomi mutati) all'interno dei mitocondri di cellule diverse (eteroplasmia intercellulare) o, addirittura, all'interno di una stessa cellula (eteroplasmia intracellulare). Data la facilità con cui muta il DNA mitocondriale di fatto non esistono individui che presentano omoplasmia, ogni individuo pertanto possiede un differente grado di eteroplasmia, generalmente indicato in percentuale (es. 70% eteroplasmico).
La presenza di mutazioni mitocondriali, collegate ad una determinata malattia, sono condizione necessaria ma non sufficiente allo sviluppo della suddetta: ciò significa che la presenza in una cellula della mutazione tipica di quella malattia non porta necessariamente allo sviluppo della malattia stessa. Il modo, le motivazioni e la gravità con cui si sviluppano queste malattie legate alle mutazioni mitocondriali non sono ad oggi perfettamente chiare, infatti a prova di ciò c'è il fatto che individui con un più alto grado di eteroplasmia (che possiedono quindi molti mitocondri con DNA mutato) non necessariamente svilupperanno la malattia, così come individui con un basso grado di eteroplasmia non è detto che saranno certamente sani: questo fenomeno per quanto controintuitivo è indice dell'imprevedibilità di questo tipo di disordini.
Tralasciando le difficoltà nell'eseguirli, i test diagnostici, prenatali soprattutto, non sono molto affidabili e anche le operazioni di 'counseling' non sono semplici, proprio perché le malattie genetiche legate all'eteroplasmia presentano, come detto, estrema variabilità: mentre per altri tipi di malattie ereditarie monogeniche si può arrivare a consigliare l'aborto del feto che risulta positivo al test per quella malattia, nel caso delle mutazioni mitocondriali, pur se il feto risultasse positivo agli appositi test, l'aborto non può essere un'opzione consigliata perché non si può avere la certezza che il bambino sviluppi la malattia.

## Mosaicismo del DNA nucleare
Le mutazioni del DNA cellulare derivano solitamente da errori intervenuti durante le prime fasi della maturazione dell'embrione e non corretti, per cui la patologia corrispondente si manifesterà solo nelle cellule derivate da quella prima cellula staminale mutata. 
Il mosaicismo assume aspetti diversi a seconda della specie animale colpita.

### Nell'essere umano
In natura tutti i mammiferi di sesso femminile, umani compresi, hanno un patrimonio di cromosomi sessuali rappresentato da due cromosomi X (XX). Quando l'embrione è composto da circa una ventina di cellule, in ognuna di esse viene inattivato permanentemente uno dei due cromosomi X, per evitare interferenze tra le informazioni contenute nei due cromosomi: il mancato svolgimento di questo processo porta a un aborto spontaneo. Ogni cellula sceglie di inattivare un cromosoma piuttosto che l'altro in maniera assolutamente indipendente dalle altre: il cromosoma inattivato si dispone in un piccolo ammasso di cromatina compatta chiamato corpo di Barr, che non viene mai più riattivato (fatta eccezione per le cellule germinali, nelle quali esso si riattiva durante l'ovogenesi per assicurare una corretta distribuzione di un cromosoma X per ogni cellula uovo). Le cellule derivate dalle successive mitosi di questa cellula progenitrice seguiranno poi il suo comportamento e inattiveranno sempre lo stesso cromosoma X. Questo processo, naturalmente, avviene solo nelle femmine, perché i maschi possiedono un solo cromosoma X.
Nella specie umana, così come nelle altre specie, si può avere una condizione di mosaicismo quando si verifica una non-disgiunzione mitotica. In questo caso la cellula non divide equamente il proprio patrimonio genetico e genererà due cellule figlie, delle quali una con un numero superiore di cromosomi rispetto all'altra. Ognuna di queste cellule figlie avrà poi una discendenza uguale a sé stessa, e ciò comporterà due linee cellulari diverse in un unico organismo. Se questa situazione si verifica appena dopo la formazione dello zigote, l'individuo potrà presentare, a seconda dei casi, diverse sindromi da disordini cromosomici: 
- Sindrome di Turner. Il mosaicismo rappresenta una delle principali cause dei casi, gli individui hanno cariotipo 45,X/46,XX oppure 45,X/46,X,X con un'X anomala.[2]
- Sindrome di Klinefelter. Presentano cariotipo 47,XXY/46,XY; come i Klinefelter da non-disgiunzione meiotica hanno un fenotipo quasi normale.[3]
- Sindrome di Down. Il mosaicismo può essere la causa dell'1-2 % dei casi; l'individuo presenta una linea cellulare normale e una trisomica, e questa condizione può determinare un'attenuazione del fenotipo clinico.[4]
- Sindrome di Edwards. Gli individui presentano una linea cellulare trisomica e una normale e possono sopravvivere oltre l'anno d'età rispetto agli Edwards nati da una non-disgiunzione meiotica o da una traslocazione robertsoniana.[5]
- Ermafroditismo completo. Rarissimo, gli individui presentano fenotipo maschile e femminile insieme, con mosaico di cellule (45,X/46,XY oppure 46,XX/47XXY oppure 46,XX/46XY) che determinano gonadi sviluppate in  ovotestis, che contengono sia tubuli seminiferi sia follicoli. I veri ermafroditi sono alla nascita scambiati per maschi poiché è presente il pene.

Nella specie umana il mosaicismo non costituisce di per sé una patologia. Nell'individuo di sesso femminile è una condizione normale: infatti, al momento dell'inattivazione del cromosoma X non viene fatta distinzione tra X di origine paterna e X di origine materna, ma potranno spegnersi casualmente l'uno o l'altro (dando quindi origine alla condizione di mosaicismo).

### Nel gatto

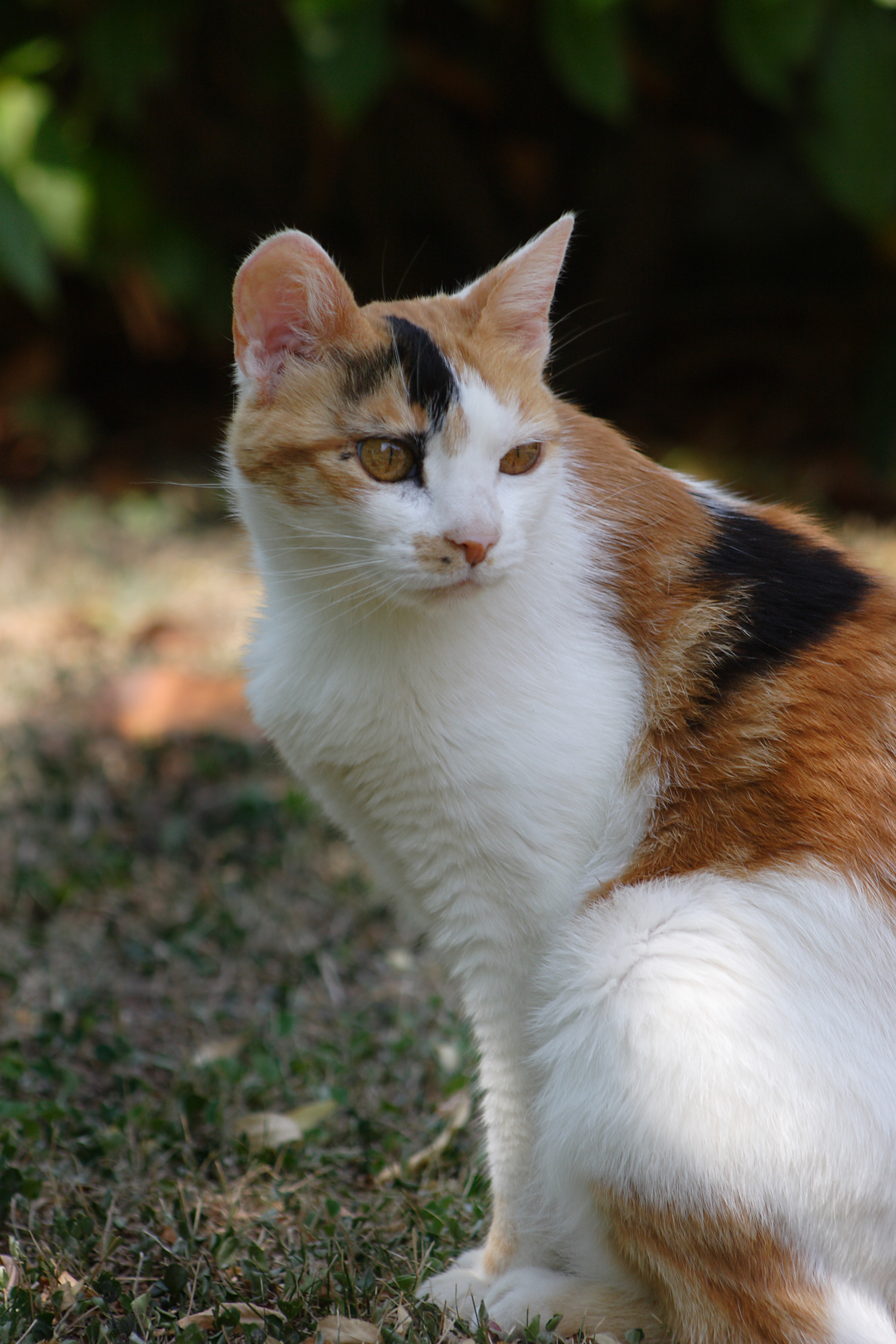
Gatto calico di nove anni

In alcune specie animali, e specialmente nei gatti, il mosaicismo può non rappresentare una patologia e assumere invece dei caratteri innocui e facilmente riconoscibili. Nel gatto calico, infatti, il mosaicismo si manifesta con la tipica colorazione bianca, rossa e nera del manto, dovuta alle differenze di inattivazione del cromosoma X nelle diverse cellule.
Nei gatti, il colore del pelo è codificato dagli alleli O (arancione), B (nero) e W (bianco). Le forme alleliche relative al gene O si trovano sul cromosoma X, mentre le forme alleliche del gene B si trovano su un cromosoma non sessuale o autosoma. Un gatto calico pertanto è definito come OoB- ciò significa che può essere omozigote o eterozigote per l'allele B che determina il pelo nero ed eterozigote per l'allele O che determina il pelo arancione L'espressione dell'allele O è dominante su quella di B (per cui il gatto ha il pelo tutto arancione). Nei gatti di sesso femminile eterozigoti per l'allele O – che quindi presentano un cromosoma XO contenente l'allele O dominante e un cromosoma Xo contenente l'allele o recessivo per il colore arancione – può quindi accadere che in alcune cellule sia inattivato il cromosoma XO, per cui l'allele O non maschera più l'allele B e il pelo è nero, mentre in altre cellule sia inattivo il cromosoma Xo, per cui l'allele O può essere espresso e il pelo è arancione: di conseguenza, il pelo del gatto sarà a chiazze nere o arancioni a seconda del cromosoma che è stato inattivato in quel particolare gruppo di cellule. Il colore bianco presente nei gatti calico è dovuto alla presenza di un altro gene che, se espresso, è dominante sia su O sia su B. 
Quando si vede un gatto calico si può certamente affermare che quel gatto è femmina perché solo le femmine sono XX e quindi solo il loro pelo risentirà dell'inattivazione casuale delle X in ogni loro cellula. Per quanto riguarda i rarissimi maschi XXY, essi sono maschi, ma anche in loro si inattiva casualmente una delle due X che, se fossero portatrici di un allele O e un allele o (e omozigoti o eterozigoti per l'allele B sull'autosoma) sarebbero a chiazze arancioni e nere come le femmine calico.